# كينيث مونتجومري
كينيث مونتجومري (بالإنجليزية: Kenneth Montgomery)‏ هو موزع بريطاني، ولد في 1943 في بلفاست في المملكة المتحدة.

## وصلات خارجية
- كينيث مونتجومري على موقع ميوزك برينز (الإنجليزية)
- كينيث مونتجومري على موقع ديسكوغز (الإنجليزية)